# 186 (numero)
Disambiguazione – "Centoottantasei" rimanda qui. Se stai cercando altri significati, vedi 186 (disambigua).
Centoottantasei (186) è il numero naturale dopo il 185 e prima del 187.

## Proprietà matematiche
- È un numero pari.
- È un numero composto con i seguenti 8 divisori: 1, 2, 3, 6, 31, 62, 93, 186. Poiché la somma dei suoi divisori (escluso il numero stesso) è 198 > 186, è un numero abbondante.
- È un numero sfenico.
- È un numero semiperfetto in quanto pari alla somma di alcuni (o tutti) i suoi divisori.
- È un numero nontotiente.
- È un numero noncototiente.
- È un numero 14-gonale.
- È parte delle terne pitagoriche (186, 248, 310), (186, 952, 970), (186, 2880, 2886), (186, 8648, 8650).
- È un numero palindromo nel sistema di numerazione posizionale a base 5 (1221) e in quello a base 8 (272).

## Astronomia
- 186P/Garradd è una cometa periodica del sistema solare.
- 186 Celuta è un asteroide della fascia principale del sistema solare.

## Astronautica
- Cosmos 186 è un satellite artificiale russo.